# حسن مطر
حسن مطر ، لاعب كرة قدم قطري سابق.
و قد كان يلعب مع نادي السد.
و قد لعب مع منتخب قطر لكرة القدم.

## كأس الخليج 1979
و قد سجل هدف في مرمى منتخب الكويت لكرة القدم.